# Bató István
Bató István (Miskolc, 1812. március 25. – Miskolc, 1890. április 6.) miskolci polgár, kereskedő, több helyi történet és legenda szereplője. Gazdagsága ellenére egyszerű hajlékban lakott családjával  és a református vallást követte.

## Élete
Bató István 1832-ben nősült meg Miskolcon. Felesége egy vagyonos árva lány, a szintén 1812-es születésű Imre Eszter (1812–1900) volt. Elsőszülött fiuk, István öthónapos korában elhunyt. Ezután két lánygyermekük született, 1837-ben Eszter, 1842-ben pedig Borbála. Borbála, azaz „Birike” kisgyermekként, ötéves korában meghalt.
Bató főleg gabonával, de borral is kereskedett. A lehetőségeket jó üzleti érzékkel kihasználva jelentős vagyonra tett szert. Az 1840-es években például aratáskor 4 váltóforintért vásárolta fel a búzát, majd amikor a városon kívüli kereskedők a nehezen járható utak miatt már nem tudtak gabonát szállítani, ő tízszeres áron adta tovább. Több háza volt a városban, vagyonos emberként a közéleti és az egyházi életben is szerepet és tisztségeket kapott. Rendszeresen részt vett a városi és a megyei gyűléseken, és – egy korabeli újság szerint – mindig és mindenhez hozzászólt, de témája általában az volt, hogy „egy Istenem, egy életem, én az adót nem fizetem”. A polgárság előtt ezért egy ideig bizonyos népszerűségre tett szert, de a sajtó hamar támadta: a helyi élclap Dörögi Dömötörnek titulálta. Magának való ember volt, csak az üzlet érdekelte, a sajtó szerint „hét vármegye ismerte”. Különc módon öltözött, nagy kalapot, „tengert lépő” csizmára feltűrt, „iszonyatosan bőséges” fekete nadrágot, „felleghajtó köpönyeget” hordott.
A Bató-legendák egyike idősebbik lányához fűződik. Eszter a Karacs Teréz által vezetett felső leánynevelőben tanult, majd 1855-ben férjhez ment Piskóty János ügyvédhez. A házasság csupán kilenc évig tartott, mert a férj 1864-ben, 42 éves korában meghalt. Eszter ekkor hazaköltözött szüleihez, és egy év múlva, 28 évesen ő is meghalt. Bató István hatalmas temetést rendezett, és ettől kezdve maga is csak a halállal foglalkozott, a maga és családja halál utáni emléke megőrzésének élt. Lánya kérésének megfelelően hatalmas harangot öntetett (az Eszter-harang máig Miskolc legnagyobb harangja), amit a Kossuth utcai református templom tornyában helyeztek el 1866. május 13-án, Eszter halála évfordulóján, és azóta is minden évben megszólaltatják ezen a napon. A harang oldalába a következő szöveget öntötték bele: „Isten dicsőségére és egyetlen kedves kislányunk, Bató Eszter emlékére, aki született 1837. szeptember 11-én, meghalt 1865. május 13-án; a miskolci helvét, hitvallást tartó evangéliomi egyháznak öntették a fájdalmas szivű szülők, Bató István és neje Imre Eszter. Öntötte 1865. évben Bécsújvárosban Hilzer Ignácz. Súlya 53 q. 68 font. Értéke 4558 forint.”
Bató részletes végrendeletet készített, amelyben előírta, hogy Eszter lányuk lakószobáját le kell zárni, és oda senki nem léphet be. Pontosan leírta, hogyan és hol történjen az ő temetésük, még azt is, hogy mit énekeljenek akkor, és hogy a kripta vasajtajának lezárása után annak kulcsát hogyan kell megsemmisíteni. A síremlék a Deszkatemetőben található. Nagy pénzösszeget hagyományozott a Deszkatemplom felújítására, előírva, hogy a templomnak – ha akár leég is – mindig is fából kell készülnie (azóta két alkalommal épült újjá a nevezetes templom).
A Bató-ingatlanoknak már csak az emléke van meg: a Deszkatemplom alatt álló, csúcsos tetejű házat, amelyben – szintén Bató István végrendelete értelmében – a temetőgondnok lakott, 1974-ben bontották le – útjában állt a panelépületek építésének. A Széchenyi utca 70. szám alatti egyemeletes házat 1974-ben bontották le, ez is a városrendezés áldozata lett, itt nyitottak utat a Széchenyi utcát keresztező forgalomnak, helyén pedig pedig felépült a „lábas- vagy híd-ház”, amelyhez az Ipartestület székháza és a Bató-ház nevű kereskedőház csatlakozott. A legenda szerint több baleset érte a munkásokat, akik Bató házának bontásán és a helyén lévő út illetve épület építésén dolgoztak. A Széchenyi utca 109. szám alatti házat is lebontották, helyén az egykori Húsáruház és a mai Borsod-Abaúj-Zemplén Megyei Kereskedelmi és Iparkamara székháza épült. A Bató-emlékszoba ma a Református Gyermek és Ifjúsági Missziós Központ (Kossuth utca 15.) épületében található, az egyik házából származó feliratos márványtáblát pedig a Herman Ottó Múzeumban helyezték el. Bató neve ma leginkább az egykori házával szomszédos telken álló, az 1990-es években épült Bató-ház üzletközpontról ismert.
A Bató-legendák egy része valóban legenda, többnyire nem a tényeken alapulnak, de Miskolcon széles körben elterjedtek. Gerjesztőjük valószínűleg az „örökre” lezárt Eszter-szoba körüli találgatás volt. Az egyik ilyen legenda szerint Eszter halála a szigorú atya lelkén szárad: a lány egy alkalommal túl későn tért haza, ezért apja nem engedte be. Eszternek a hideg éjszakát a szabadban kellett töltenie, és az így szerzett tüdőgyulladásba halt bele. Egy másik legenda az Eszter-haranghoz kapcsolódik: eszerint Bató István a harangot egy lutrinyereményből készíttette el, és abba beleolvasztatta a család összes ékszerét.

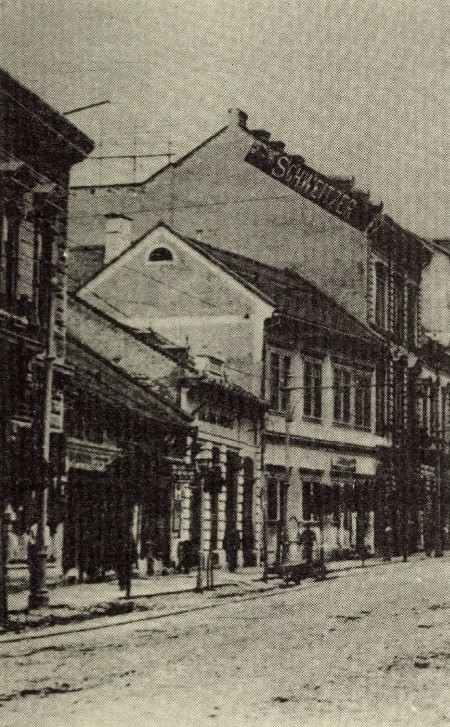
Bató István Széchenyi utca 70. alatti háza 1902-ben
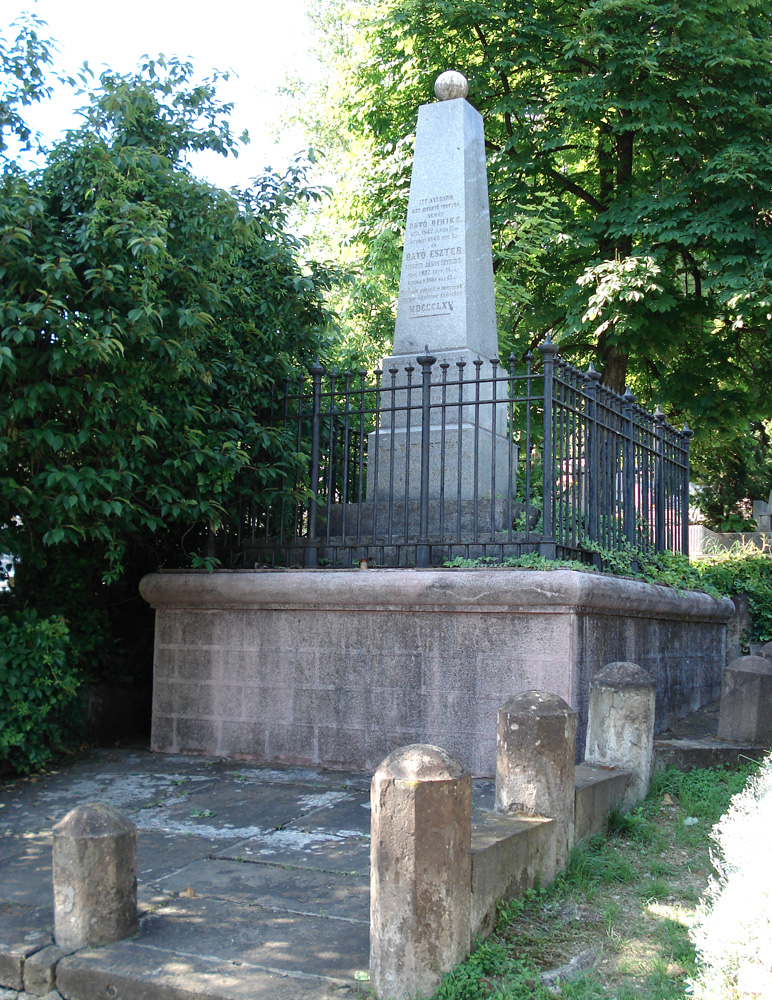
Bató István családi sírja a Deszkatemetőben